# Белавино (Любимский район)
Белавино — деревня в Любимском районе Ярославской области Российской Федерации.
С точки зрения административно-территориального устройства входит в состав Осецкого сельского округа. С точки зрения муниципального устройства входит в состав Осецкого сельского поселения.

## География
Находится в пределах центральной части Московской синеклизы Восточно-Европейской (Русской) платформы, в южной части района,
в 18 км к юго-западу от Любима. Поблизости находятся населённые пункты Верхний Жар, Есманово, Кисарино, Клепиково, Константиново (урочище), Митино (Осецкий сельсовет), Нижний Жар, Никулино, Тяпино, Чудиново и другие.

### Климат
Климат характеризуется как умеренно-континентальный с умеренно-теплым влажным летом, умеренно-холодной зимой и ярко выраженными сезонами весны и осени. Среднегодовая температура — +3,2°С. Средняя температура самого тёплого месяца (июля) — +18,2°С; самого холодного месяца (января) — −11,7°С. Абсолютный максимум температуры — +34°С; абсолютный минимум температуры — −35°С.

## Население
| 2007 | 2010 |
| ---- | ---- |
| 2    | →2   |

## Инфраструктура
Личное подсобное хозяйство с зоной сельскохозяйственного использования, индивидуальная застройка усадебного типа.

## Транспорт
Просёлочная дорога к соседним селениям Есманово и Никулино.